# Niệc cổ hung
Niệc cổ hung (danh pháp hai phần: Aceros nipalensis) là loài chim sống ở độ cao 150–2.200 mét (490–7.220 ft) thuộc Bhutan, đông bắc Ấn Độ, Myanmar, Trung Quốc (nam Vân Nam), đông nam Tây Tạng, đông và bắc Thái Lan, bắc Lào và bắc Việt Nam. Số lượng Niệc cổ hung đang suy giảm đáng kể do bị săn bắn và bị mất nơi sống, hiện chúng đã hoàn toàn biến mất ở Nepal. Ước tính hiện còn gần 10.000 chim trưởng thành. Với chiều dài 117 xentimét (46 in), đây là một trong những loài lớn nhất thuộc Bucerotidae. Chim trống có lông cổ và đầu màu đỏ hung trong khi chim mái có màu đen.

## Hình ảnh

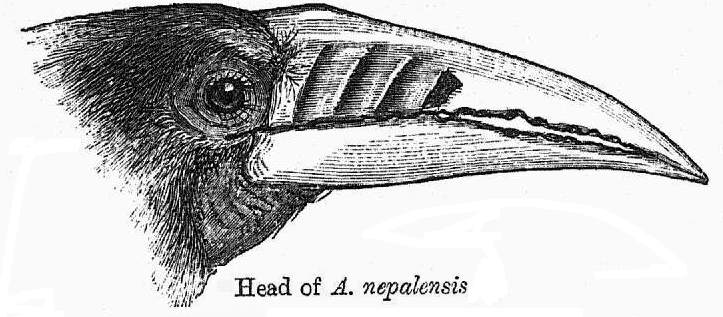
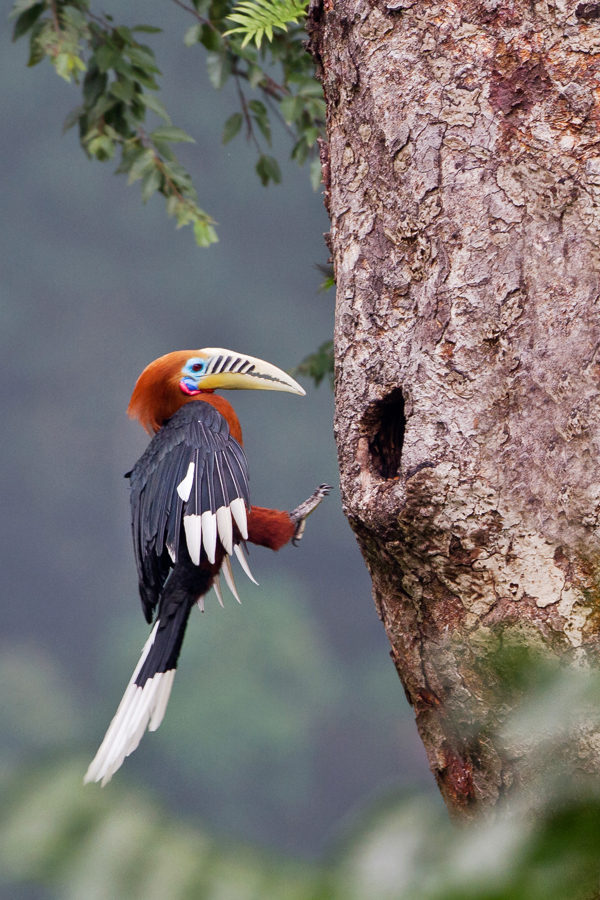
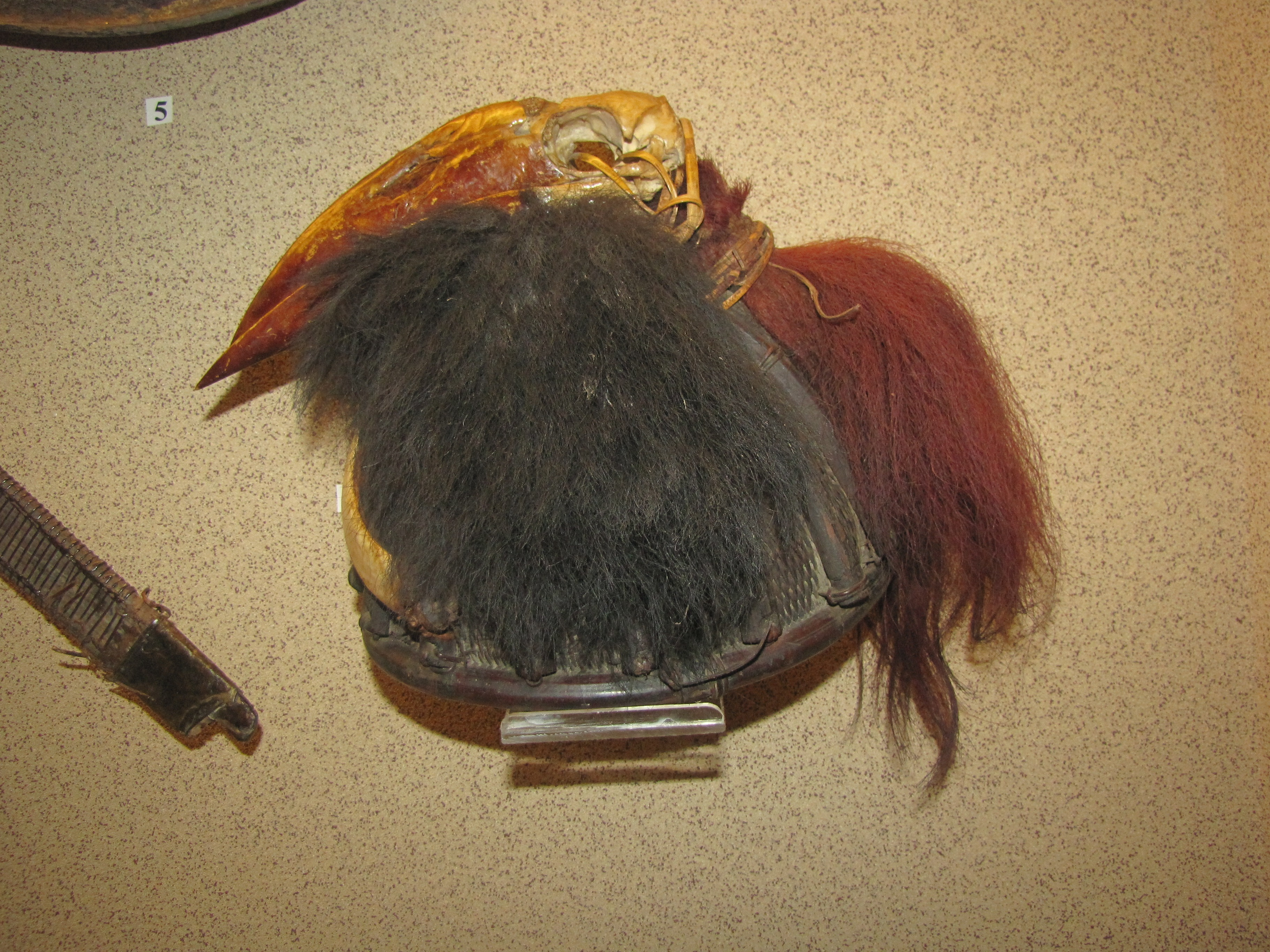
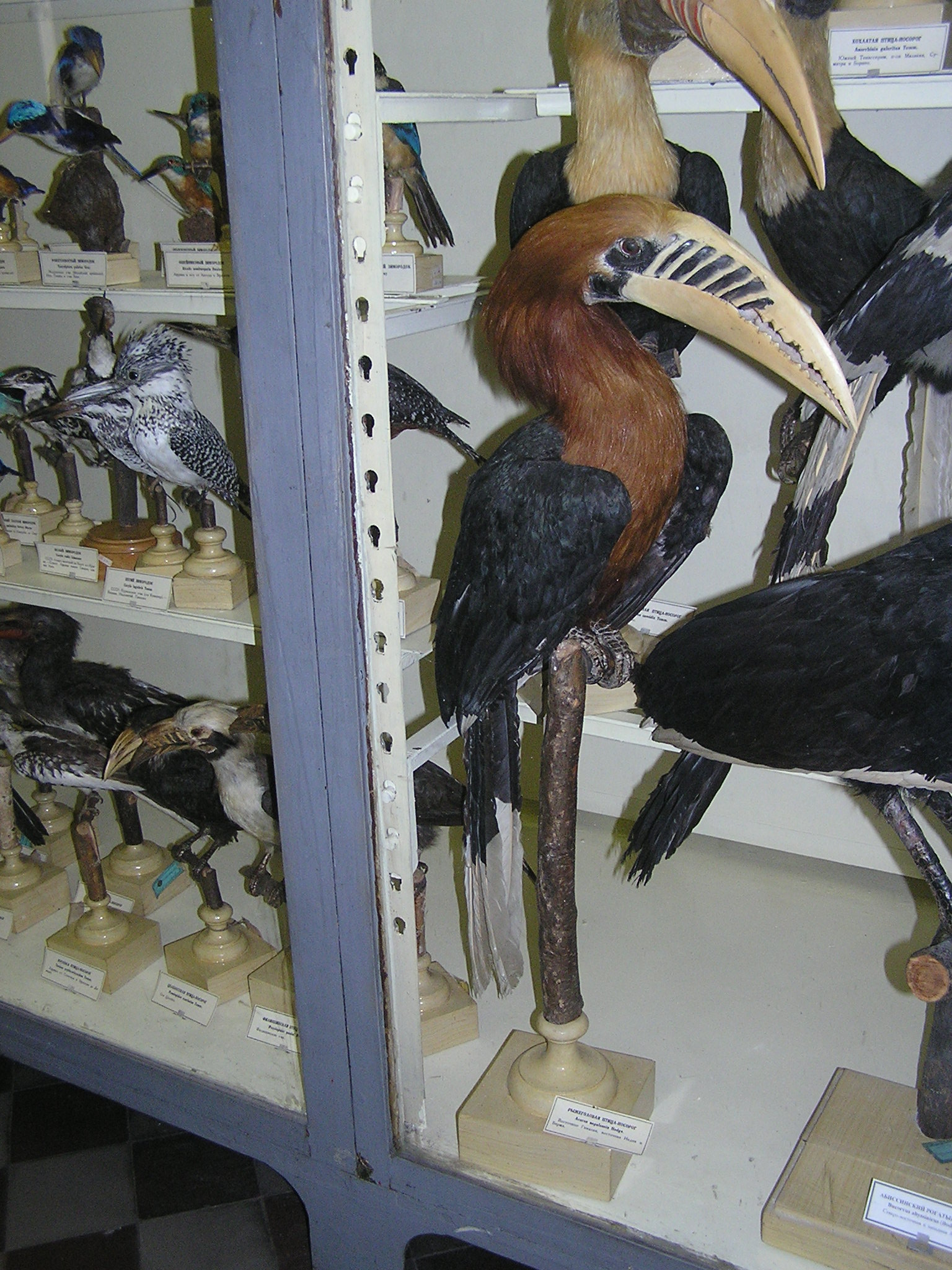